# Station Harlingen Haven

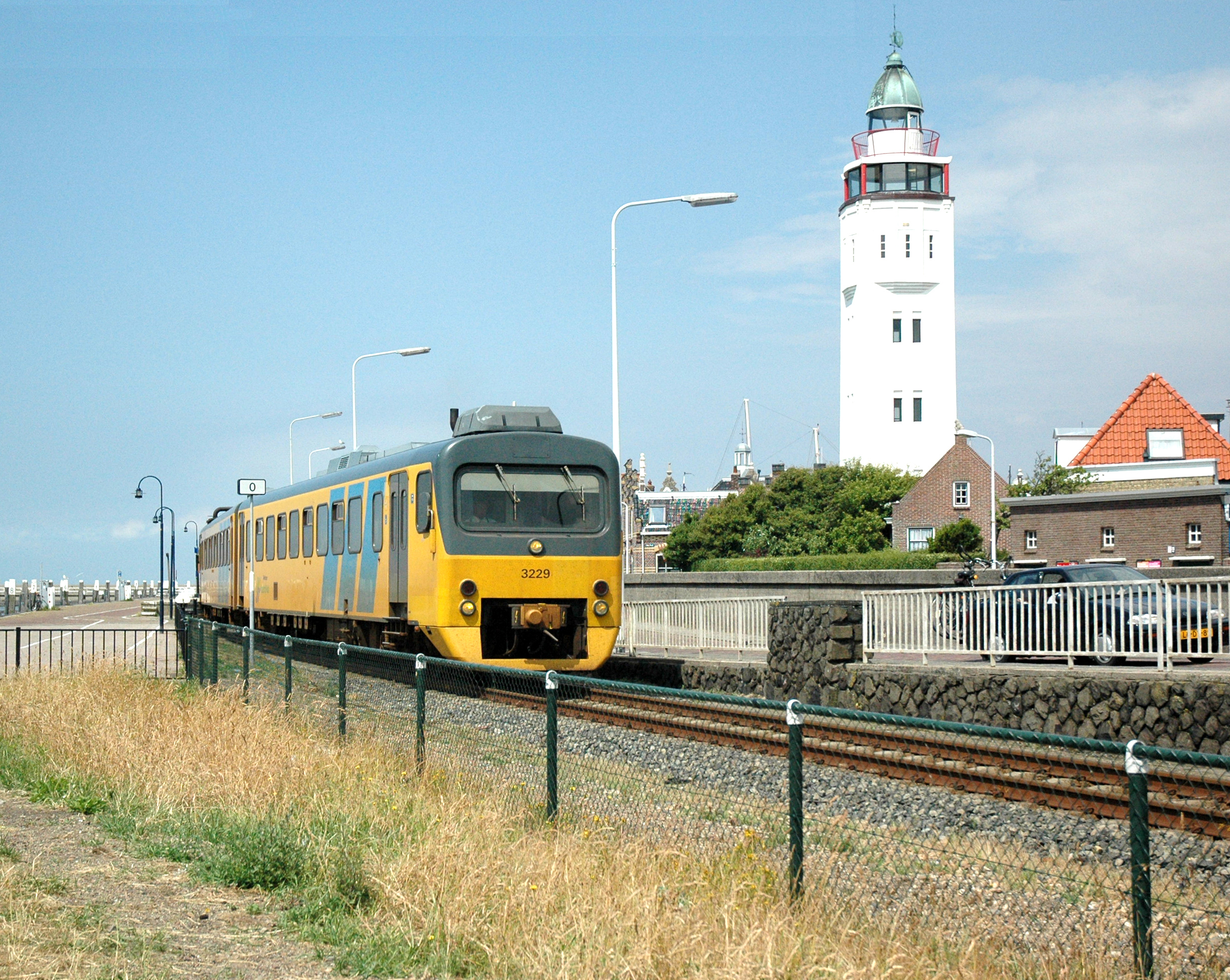
Wadloper 3229 te Harlingen Haven. Hier is ook het 0,0-km baken van Staatslijn B.

Station Harlingen Haven is een spoorwegstation in Harlingen en het eindstation van de spoorlijn Leeuwarden – Harlingen. Het station wordt vooral gebruikt door reizigers die de veerboot naar Terschelling of Vlieland (Gevaren door Rederij Doeksen) willen nemen, door Harlingers die in het centrum wonen of door toeristen die het historische stadscentrum willen bezoeken.
Het station werd geopend op 27 oktober 1863 en telt sinds 2010 nog slechts één spoor. In 1990 werd een houten haltegebouw vervangen door een stationsgebouwtje (zonder loket). Deze werd, tijdens de ombouw van de waterkering, tussen 2009 en 2010 afgebroken.
Oorspronkelijk werd dit station alleen bediend in aansluiting op de veerboten vanaf de Veerterminal Harlingen. Vanaf 2 juni 1996 werd de dienstregeling uitgebreid en vertrok er van 9 tot 20 uur elk half uur een trein van dit station. Een forse beperking van de bediening van dit station volgde in mei 1999, toen de treindienst voortaan door NoordNed werd uitgevoerd. De bediening werd beperkt tot maximaal enkele ritten per dag. Buiten het vakantieseizoen vertrok er in een aantal gevallen geen enkele trein per dag. Naar aanleiding van vele protesten vertrok er vanaf mei 2000 overdag elk uur een trein. Een jaar later reed er overdag weer elk half uur een trein. Bij het ingaan van de nieuwe concessie "Noordelijke treindiensten" in december 2005, bedient Arriva als opvolger van NoordNed het station. Alle treinen op de lijn Leeuwarden - Harlingen rijden sindsdien door naar Harlingen Haven.
Op 9 maart 2009 werd Harlingen Haven tijdelijk gesloten. Tegelijk met de aanleg van een nieuwe waterkering is het huidige spoor bij het station ingekort en verplaatst. Het perron werd eveneens verplaatst, zodat het station binnen de waterkering is komen te liggen. Het tweede perronspoor werd opgebroken ten behoeve van de nieuwe waterkering. Tijdens de werkzaamheden reden er bussen tussen station Harlingen en de veerbootterminal. Op 10 juni 2010 is de dienstregeling in ere hersteld.
Tegelijk met de heropening is Harlingen Haven de eerste van ongeveer honderd stations geworden, die in de huisstijl van Arriva is uitgevoerd. Inmiddels is het bord Arriva weggehaald.
Bij treinstremmingen is dit het laatste station waar de OV-chipkaart gebruikt kan worden. De bus rijdt door naar het havenkantoor van Doeksen. Bij treinvervangend vervoer is in het havenkantoor soms een ov-kaartlezer aanwezig.

## Verbindingen
Op dit station stopt in de dienstregeling van 2025, ingegaan op 15 december 2024, de volgende treinserie:
| Serie      | Treinsoort         | Route                        | Bijzonderheden |
| ---------- | ------------------ | ---------------------------- | -------------- |
| 37200 RS 2 | Stoptrein (Arriva) | Leeuwarden – Harlingen Haven |                |

## Galerij

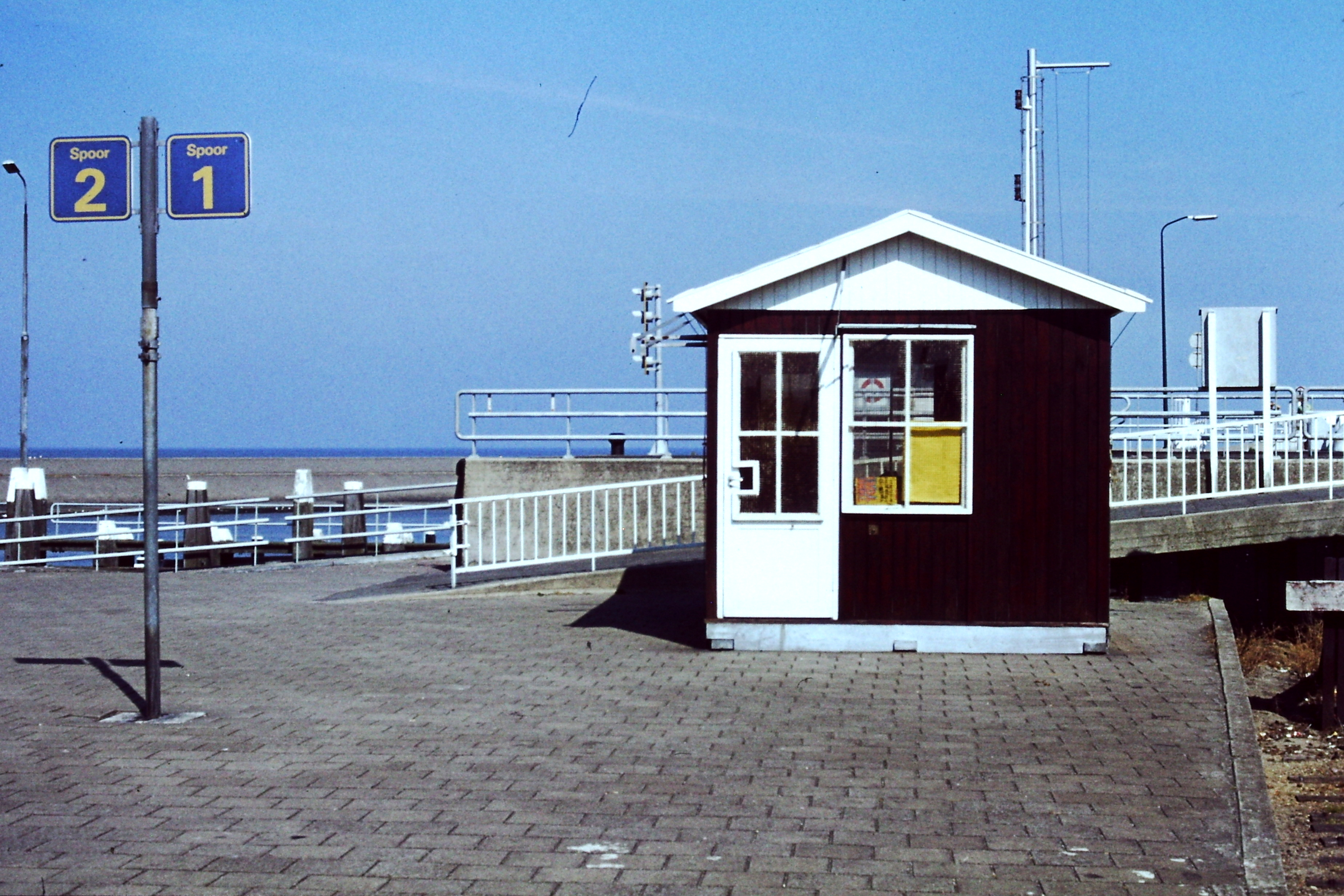
1985
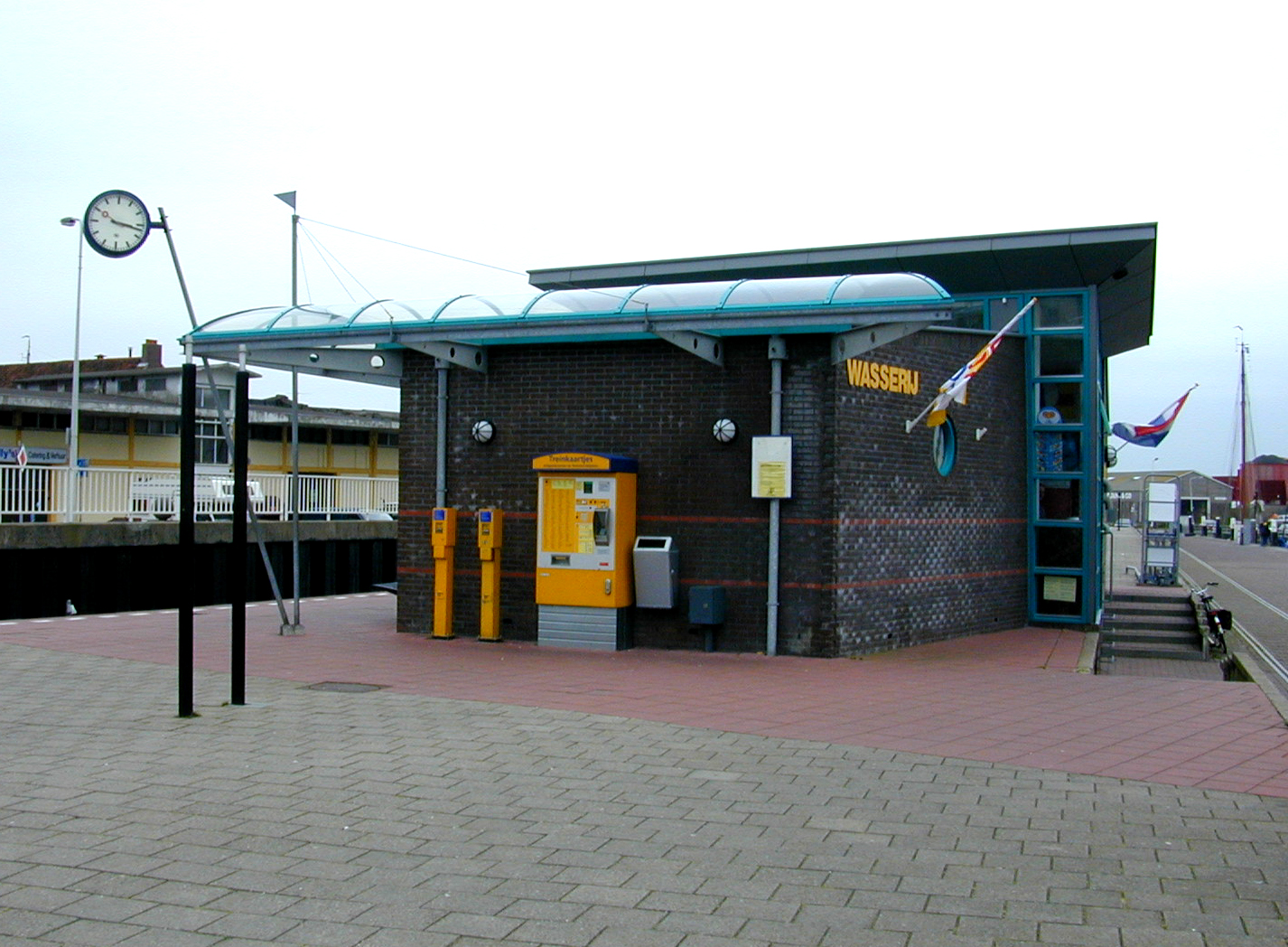
2000
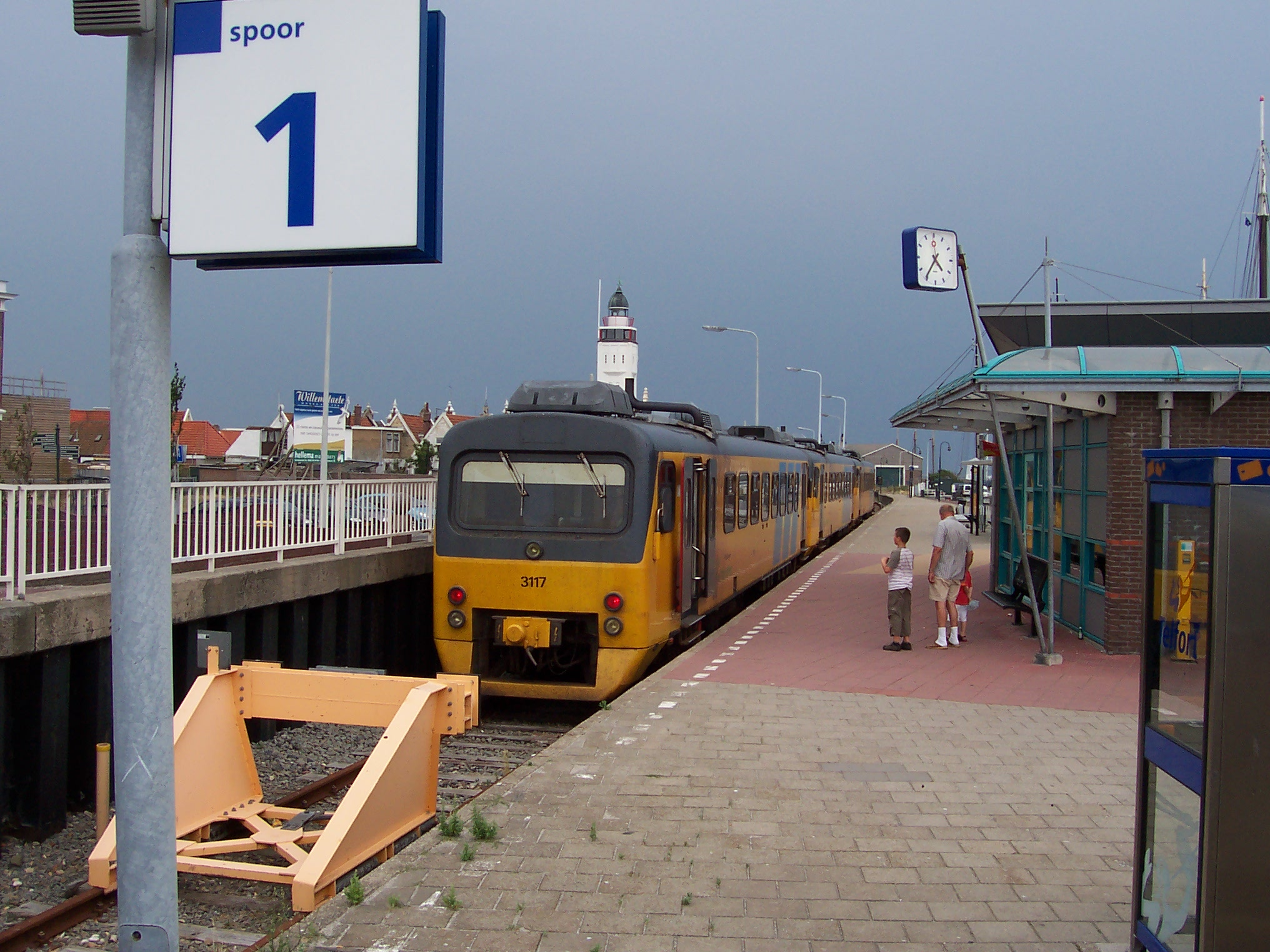
2006
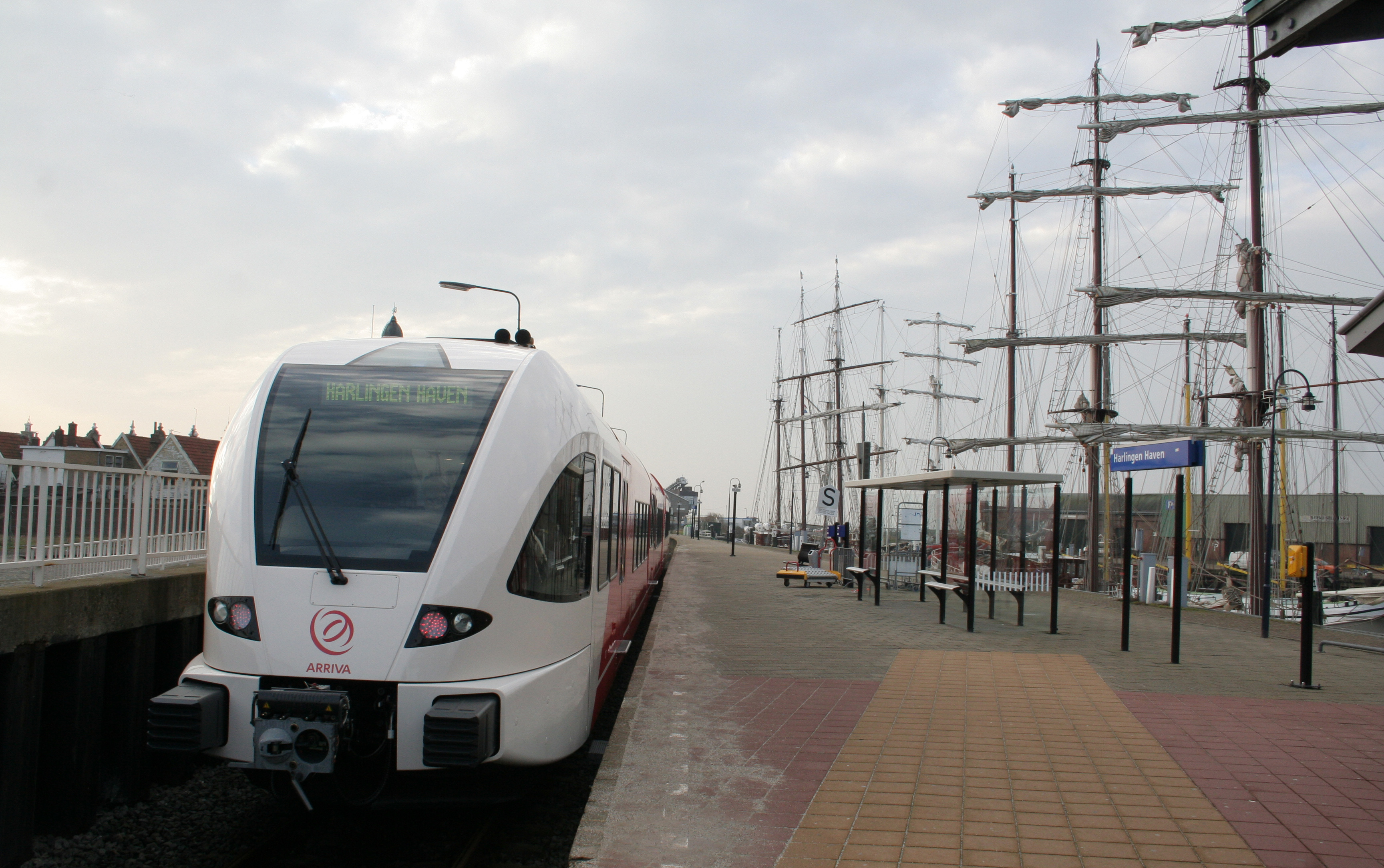
2007
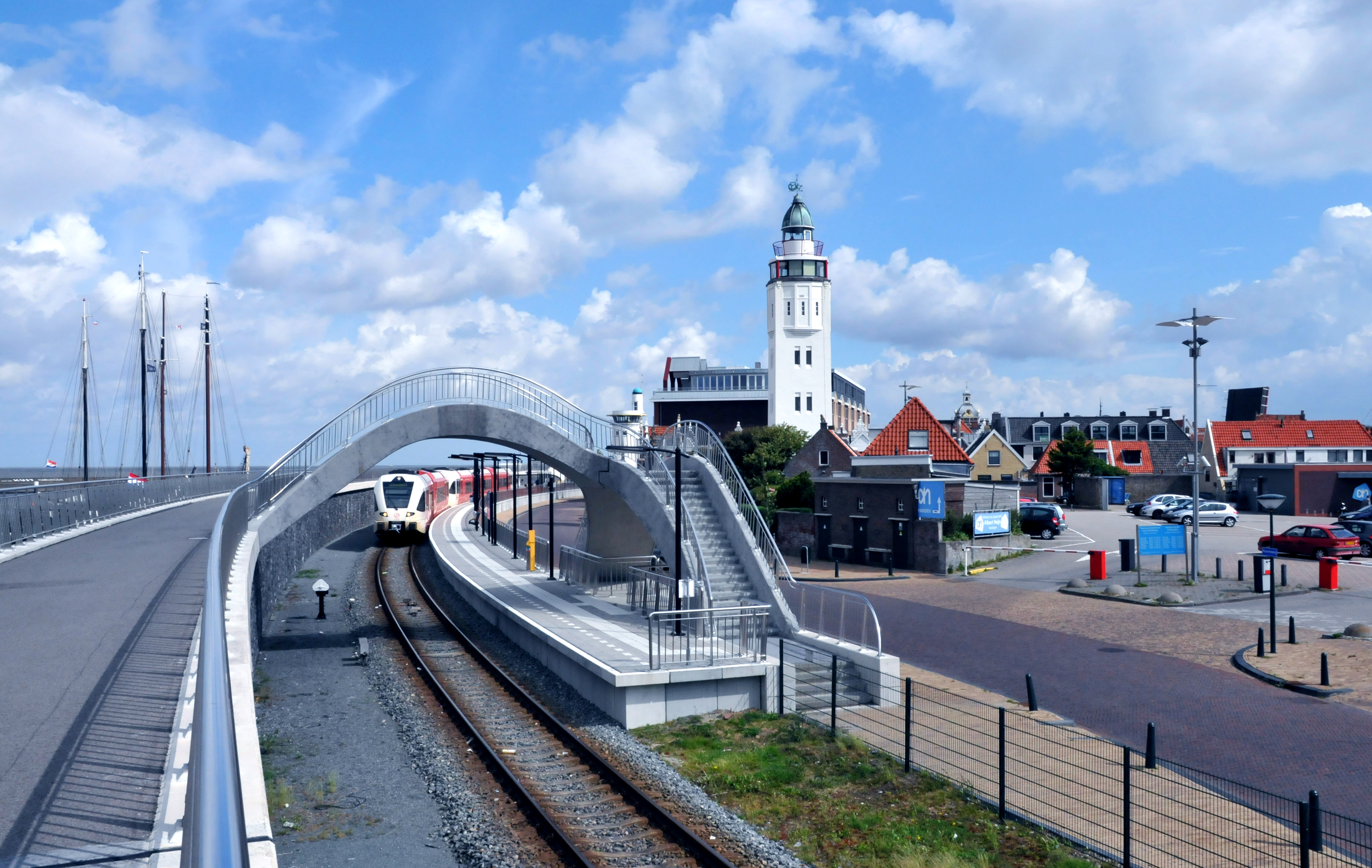
2012